# Ариспі (Айова)
Ариспі (англ. Arispe) — місто (англ. city) в США, в окрузі Юніон штату Айова. Населення — 96 осіб (2020).

## Географія
Ариспі розташоване за координатами 40°56′47″ пн. ш. 94°13′9″ зх. д. / 40.94639° пн. ш. 94.21917° зх. д. (40.946302, -94.219259).  За даними Бюро перепису населення США в 2010 році місто мало площу 1,34 км², з яких 1,34 км² — суходіл та 0,00 км² — водойми.

## Демографія
Згідно з переписом 2010 року, у місті мешкало 100 осіб у 42 домогосподарствах у складі 32 родин. Густота населення становила 74 особи/км².  Було 49 помешкань (37/км²).
Расовий склад населення:
| - 100,0 % — білих |

До двох чи більше рас належало 0,0 %. Частка іспаномовних становила 0,0 % від усіх жителів.
За віковим діапазоном населення розподілялося таким чином: 27,0 % — особи молодші 18 років, 57,0 % — особи у віці 18—64 років, 16,0 % — особи у віці 65 років та старші. Медіана віку мешканця становила 41,0 року. На 100 осіб жіночої статі у місті припадало 88,7 чоловіків;  на 100 жінок у віці від 18 років та старших — 87,2 чоловіків також старших 18 років.
Середній дохід на одне домашнє господарство  становив 42 547 доларів США (медіана — 36 000), а середній дохід на одну сім'ю — 40 307 доларів (медіана — 28 750). За межею бідності перебувало 4,8 % осіб, у тому числі 0,0 % дітей у віці до 18 років та 8,3 % осіб у віці 65 років та старших.
Цивільне працевлаштоване населення становило 34 особи. Основні галузі зайнятості: освіта, охорона здоров'я та соціальна допомога — 35,3 %, виробництво — 26,5 %, транспорт — 11,8 %, оптова торгівля — 11,8 %.